# 生物學哲學
生物哲学是科学哲学的一类，其中涉及到认识论、形而上学和伦理问题。虽然大部分科学哲学家和哲学家一直对生物学感兴趣（例如亚里士多德、笛卡尔，甚至康德），生物学哲学在20世纪的60和70年代时才成为了一个独立的哲学领域。之后，科学哲学家开始更加重视生物学，从新达尔文主义在20世纪30和40年代的兴起到1953年去氧核糖核酸结构的发现，加上基因工程的最新进展。把所有的生命过程缩减成生化反应，和把心理学纳入更广泛的神经科学的还原主义尝试也属于生物哲学关注的领域。

現在生物學哲學已经成为了一个非常引人注目的科目，並有嚴密的學科組織。發表本身的刊物和專業的協會組織。其中最大的專業組織是 ISHPSSB （页面存档备份，存于）（國際生物學的歷史、哲学和社會学研究協會）。協會的名稱反映了該領域的跨科性質。生物学哲学可以被看作有“经验主义”的传统，并偏好于“自然主义”。许多当代的生物哲学家主要避免传统问题像“生命”与非生命的区别。反而，他们检考了生物学家的实践、理论和概念，以更好地了解生物学，将它看为一门学科（或科学领域组）。他们运用哲学来分析科学问题，并对它们的后果进行探讨。

## 主要探討的問題
- 生物物种是什么？
- 考虑到我们的生物起源，我们怎么会有理性？
- 生物体是如何协调它们的共同行为？
- 有没有基因组的编辑代理？
- 我们对种族、性倾向、和性别的生物理解可能反映社会的价值观吗？
- 什么是自然选择，它在大自然是如何运作的？
- 医生是怎么解释疾病的？
- 语言和逻辑是从哪里开始的？
- 生态学与药能怎么连接？
- 意识的物质基础是什么？

一部分有着更明顯的自然主義趨向的哲学家希望生物學能夠提供對認識論、倫理學、美學、人類學甚至形上學基本問题的科学解答。
此外，生物学的发展要求现代社会反思关于人类生命所有方面的传统价值。例如，对人类干细胞进行遗传修改的可能性，导致了对特定的生物技术如何违反道德共识的持续争议.
一些被这些哲学家提出的生物学问题包括：
- 什么是生命？
- 什么让人类成为独一无二的人类？
- 什么是道德思维？
- 什么是我们用来作审美判断的要素？
- 进化与基督教或者其他宗教系统相容吗？

### 生物學哲學家
- William C. Wimsatt（英语：William C. Wimsatt）
- 喬治·岡居朗（英语：Georges Canguilhem）
- 菲利普·基徹
- Paul E. Griffiths（英语：Paul E. Griffiths）
- Kim Sterelny（英语：Kim Sterelny）
- Barry Smith（英语：Barry Smith）
- Elliott Sober（英语：Elliott Sober）
- 丹尼爾·丹尼特
- 亨利·柏格森
- Ruth Millikan（英语：Ruth Millikan）
- 漢斯·約納斯
- 麥可·魯斯

### 關心生物學哲學的生物學家
- 弗朗西斯科·艾亞拉（英语：Francisco J. Ayala）
- 艾德華·威爾森
- 大衛·雪林·威爾森（英语：David Sloan Wilson）
- 迈克尔·盖斯林
- 史蒂芬·古爾德
- 賈德·戴蒙
- 理查德·道金斯
- 派翠克·貝特森（英语：Patrick Bateson）
- 恩斯特·瓦爾特·邁爾
- 約翰·梅納德·史密斯
- Joan Roughgarden（英语：Joan Roughgarden）
- Richard Lewontin（英语：Richard Lewontin）